# Gastrotheca testudinea
Gastrotheca testudinea är en groddjursart som först beskrevs av Jiménez de la Espada 1870.  Gastrotheca testudinea ingår i släktet Gastrotheca och familjen Hemiphractidae. IUCN kategoriserar arten globalt som livskraftig. Inga underarter finns listade i Catalogue of Life.